# Unteres Schloss (Pähl)

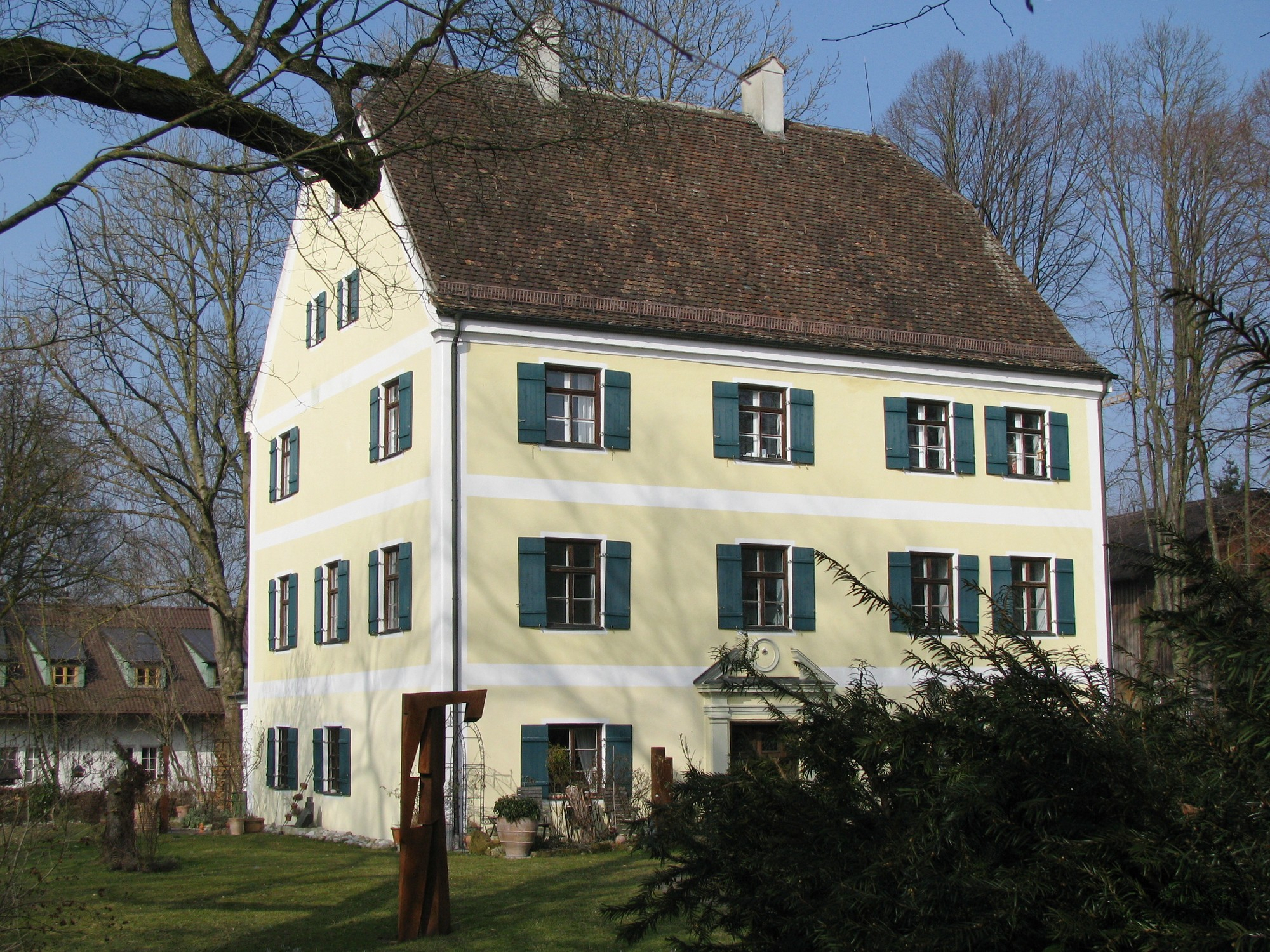
Unteres Schloss, Ansicht von Süden

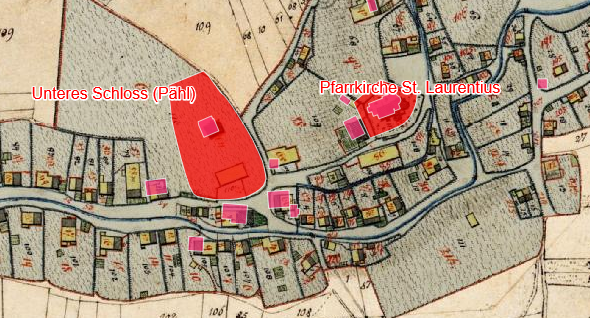
Lageplan von Unteres Schloss (Pähl) auf dem Urkataster von Bayern

Das Untere Schloss ist ein Herrensitz und eines von ursprünglich drei Schlössern in Pähl im oberbayerischen Landkreis Weilheim-Schongau. 

## Geschichte

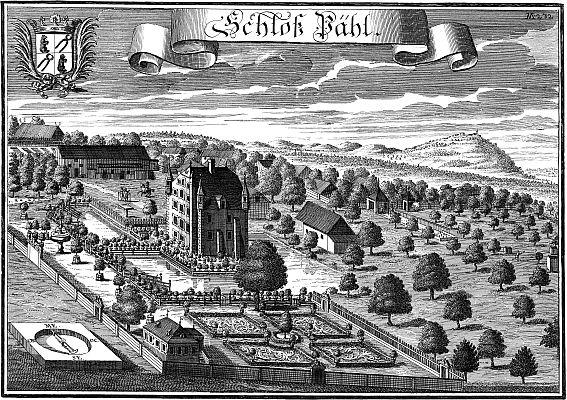
Unteres Schloss um 1700

Kaspar von Berndorf (auch: Perndorfer, Berndorff), der seine Besitztümer in Pähl im Jahr 1531 von Urban Aresinger erwarb, ließ sich das Schloss wohl vor der Mitte des 16. Jahrhunderts erbauen. Es wurde Sitz einer offenen Hofmark.
Als Besitzer werden im Folgenden Heinrich von Berndorf (1589), Ottheinrich von Berndorf, sein Sohn Philipp Karl von Berndorf (1663), dessen Sohn Gottfried (1689) genannt. Gottfrieds Witwe musste die Hofmark 1722 an das Kloster Dießen verpfänden. Matheus Carl von Vieregg löste sie 1754 wieder aus und vereinigte sie mit der Hofmark Tutzing. Der Besitz blieb bis zum Tod von Maximilian Graf von Vieregg, dem letzten männlichen Vieregg, in dieser Familie. 1866 erbte ihn seine Schwester Ilka von Wrede. Das Untere Schloss blieb danach bis heute bei der Familie Wrede.
Im 20. Jahrhundert diente das Gebäude mehrere Jahrzehnte lang als Entbindungsheim, bevor es in den 1980er Jahren als Wohnhaus vermietet wurde. Überlegungen, das Schloss als Familiensitz der Wredes auszubauen, wurden nicht umgesetzt.
Ein Anfang des 21. Jahrhunderts geplanter Verkauf des Anwesens kam nicht zustande. Das Schloss wurde an ein Galeristenpaar verpachtet, das es seitdem bewohnt und regelmäßig für Ausstellungen nutzt. Zeitweise gab es für Interessenten auch die Möglichkeit, darin Räumlichkeiten für Firmen- und Privatveranstaltungen zu mieten.
Das Gebäude steht unter Denkmalschutz und ist unter der Nummer D-1-90-138-8 in der Bayerischen Denkmalliste eingetragen. Ebenso wird es als Bodendenkmal unter der Aktennummer D-1-8033-0198 im Bayernatlas als „untertägige frühneuzeitliche Befunde im Bereich des "Unteren Schlosses" in Pähl mit zugehörigem Wirtschaftshof und ehem. barocken Gartenanlagen“ geführt.

## Beschreibung
Das Untere Schloss liegt mitten im Ort. Es ist ein dreistöckiger Rechteckbau und stellt sich im Wesentlichen in seiner ursprünglichen Bauform dar. Nur die kleinen Ecktürmchen sind heute nicht mehr vorhanden. Mit einer Zeichnung von Philipp Apian existiert eine skizzenhafte Ansicht des Gebäudes um 1560 (→ Bild). Michael Wening fertigte um 1700 einen Kupferstich an.
Die Räume beinhalten einfache Architekturelemente wie Stuckleisten, Hohlkehlen oder geschnitzte Baluster im Treppenhaus.
Das Gebäude ist von einem etwa zwei Hektar großen Park umgeben.